# Escut de Quart de Poblet
L'escut de Quart de Poblet és un símbol representatiu oficial de Quart de Poblet, municipi del País Valencià, a la comarca de l'Horta Sud. Té el següent blasonament:
| « | Partit. Primer, d'or, els quatre pals de gules, i en cap, d'argent, les lletres de sable “P.O.” Segon, d'atzur, pont d'argent, i en punta, de sinople, dues espigues d'or posades en sautor. Al timbre, corona reial. | » |

## Història
L'escut de Quart de Poblet fou aprovat per Decret 1475/1965, de 20 de maig, publicat en el BOE núm. 135 de 7 de juny de 1965, a partir d'un estudi realitzat per Luis Negro Lainez, cronista de la Vila, simplificat després per la Reial Acadèmia de la Història.
A la primera partició, els quatre pals recuperen l'estendard de Jaume I. Les lletres “PO” representen l'Abadia de Poblet. A la segona partició es recorda el passat romà amb el famós pont que hi havia a la Vila. Les dues espigues de blat són un símbol al·lusiu a la riquesa agrícola.
A l'Arxiu Històric Nacional es conserva l'empremta d'un segell en tinta de Quart de Poblet de 1877 amb uns emblemes que representen elements agrícoles.

Segell de Quart de Poblet (AHN, 1877).

## Imatges

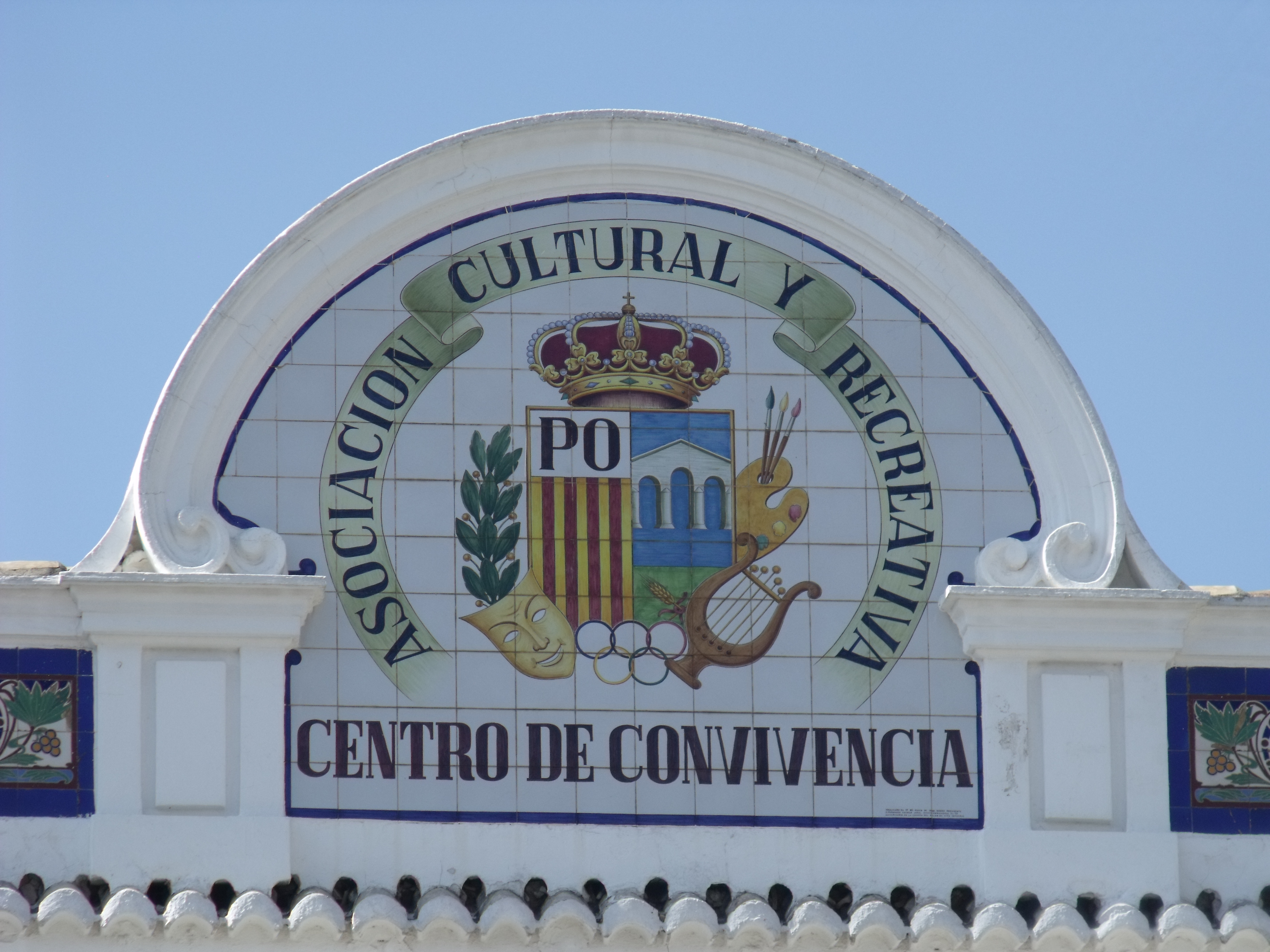
Detall decoració ceràmica de l'edifici del casino.
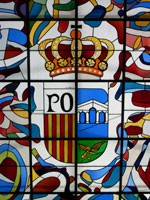
Vidriera.